# Bill Baillie
William David „Bill“ Baillie (* 28. Mai 1934 in Nelson; † 25. Dezember 2018) war ein neuseeländischer Mittel- und Langstreckenläufer.

## Karriere
Bei den British Empire and Commonwealth Games wurde er 1954 in Vancouver Vierter über 880 Yards und Siebter im Meilenlauf. 1958 in Cardiff wurde er Neunter über drei Meilen und schied über eine Meile im Vorlauf aus, 1962 in Perth erreichte er über sechs Meilen nicht das Ziel.
Am 24. August 1963 brach er in Auckland die fast zwölf Jahre alten Weltrekorde von Emil Zátopek über 20.000 Meter und im Stundenlauf.
1964 wurde er bei den Olympischen Spielen in Tokio Sechster über 5000 Meter und 1966 bei den British Empire and Commonwealth Games in Kingston Neunter über sechs Meilen.
Siebenmal wurde er Neuseeländischer Meister über sechs Meilen (1959, 1960, 1963–1967), je zweimal über 880 Yards (1954, 1955), eine Meile (1958, 1961) und im Crosslauf (1960, 1963) sowie je einmal über drei Meilen (1956) und im 10-Meilen-Straßenlauf (1965). 1958 und 1959 stellte er in Auckland mit 2:23:41 bzw. 2:20:13 h zwei nationale Rekorde im Marathon auf. 1963 wurde er Japanischer Meister über 5000 Meter, 1964 Australischer Meister über drei Meilen.
Bill Baillie wurde von Arthur Lydiard trainiert. 2011 wurde er in die New Zealand Sports Hall of Fame aufgenommen.

## Persönliche Bestleistungen
- 1 Meile: 3:59,2 min, 1. Februar 1964, Wanganui
- 5000 m: 13:40,0 min, 5. Juni 1964, Compton
- 10.000 m: 29:01,0 min, 15. Dezember 1965, Auckland
- 20.000 m: 59:28,6 min, 24. August 1963, Auckland (neuseeländischer Rekord, ehemaliger Weltrekord)
- 1 Stunde: 20.190 m, 24. August 1963, Auckland (neuseeländischer Rekord, ehemaliger Weltrekord)
- 25.000 m: 1:17:22,4 h, 15. Mai 1965, Auckland (ehemaliger neuseeländischer Rekord)
- Marathon: 2:20:13 h, 22. August 1959, Auckland (ehemaliger neuseeländischer Rekord)